# Polana Zokowa

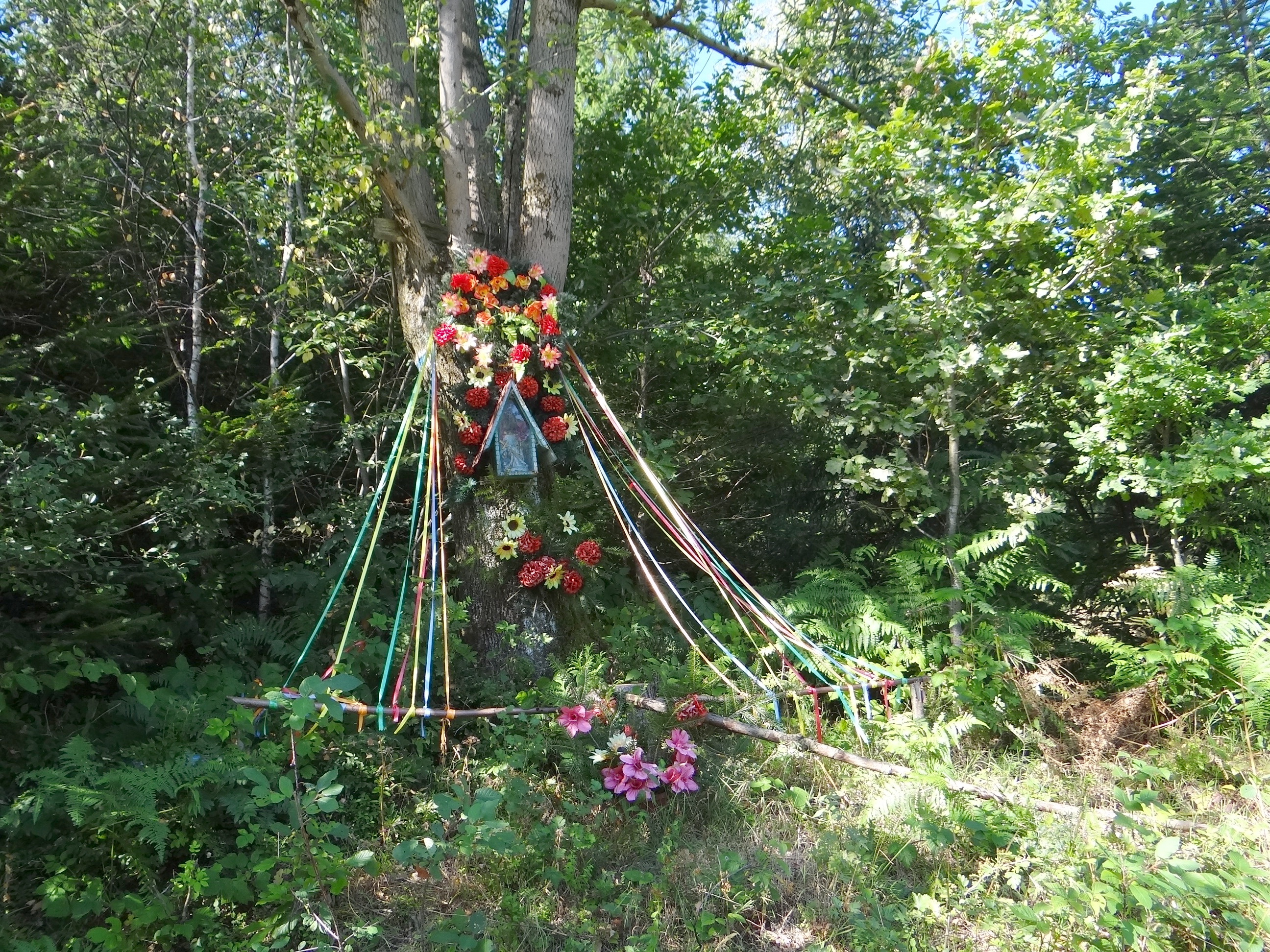
Kapliczka skrzynkowa na polanie

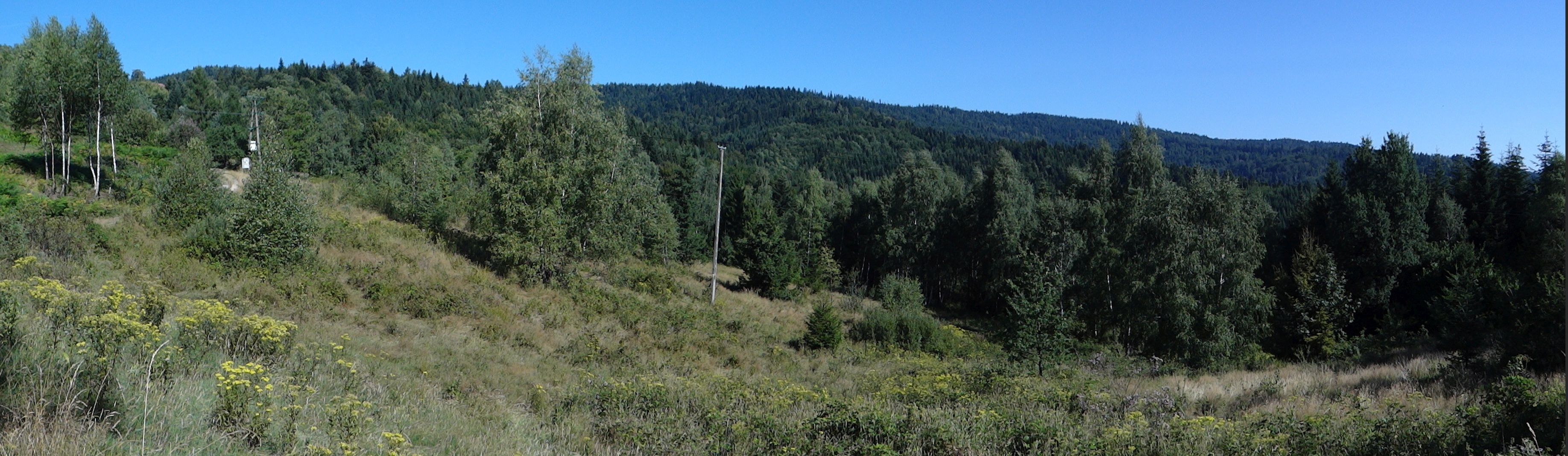
Polana Zokowa

Polana Zokowa – polana w Beskidzie Małym. Nazwę i opis polany podaje przewodnik turystyczny, jest zaznaczona i widoczna na mapach, ale bez nazwy. Znajduje się poniżej polany Gołasie, na wschodnich, opadających do doliny Krzywego Potoku stokach Góry Pietraszowej, na wysokości około 630–680 m.
Przez Zokową prowadzi niebieski szlak turystyczny z przełęczy Przydawki w Beskid Mały i jest to pierwsza polana, jaką napotykamy przy tym szlaku. Na jesionie obok szlaku znajduje się niewielka szafkowa kapliczka z Chrystusem Upadającym pod Krzyżem. Z polany widoki na dolinę Krzywego Potoku i wznoszący się nad nią południowo-wschodni grzbiet Łamanej Skały, w dalszej perspektywie widoczne są Harańczykowa Góra, Zdziebel, Żurawnica, Koskowa Góra i Parszywka, wzniesienia Beskidu Makowskiego i Wyspowego, Pasmo Policy.
Polana Zokowa to typowy zarębek. Pod względem administracyjnym należy do miejscowości Kocoń w województwie śląskim, w powiecie żywieckim, w gminie Ślemień. Kiedyś były na niej gospodarstwa rolne, obecnie nie jest już ona wykorzystywana rolniczo. Po zabudowaniach pozostały tylko fundamenty. Prowadzi przez nią linia elektryczna do zamieszkałego osiedla Gałasie na wyżej położonej polanie. Od przełęczy Przydawki do obydwu tych polan prowadzi droga dojazdowa; do lasu asfaltowa, wyżej kamienista.
Szlak turystyczny
 Przełęcz Przydawki – Polana Zokowa – Gałasie – Przełęcz pod Mladą Horą – rozstaje Anuli – skrzyżowanie pod Smrekowicą – Smrekowica – Na Beskidzie – Potrójna – przełęcz Beskidek – Leskowiec. Czas przejścia 3.30 h, 3 h